# Eriocaulon willdenovianum
Eriocaulon willdenovianum är en gräsväxtart som beskrevs av Harold Norman Moldenke. Eriocaulon willdenovianum ingår i släktet Eriocaulon och familjen Eriocaulaceae. Inga underarter finns listade i Catalogue of Life.